# 盤固草
盤固草（学名：Digitaria decumbens）为禾本科馬唐屬下的一个种。